# Oldekerkermeer

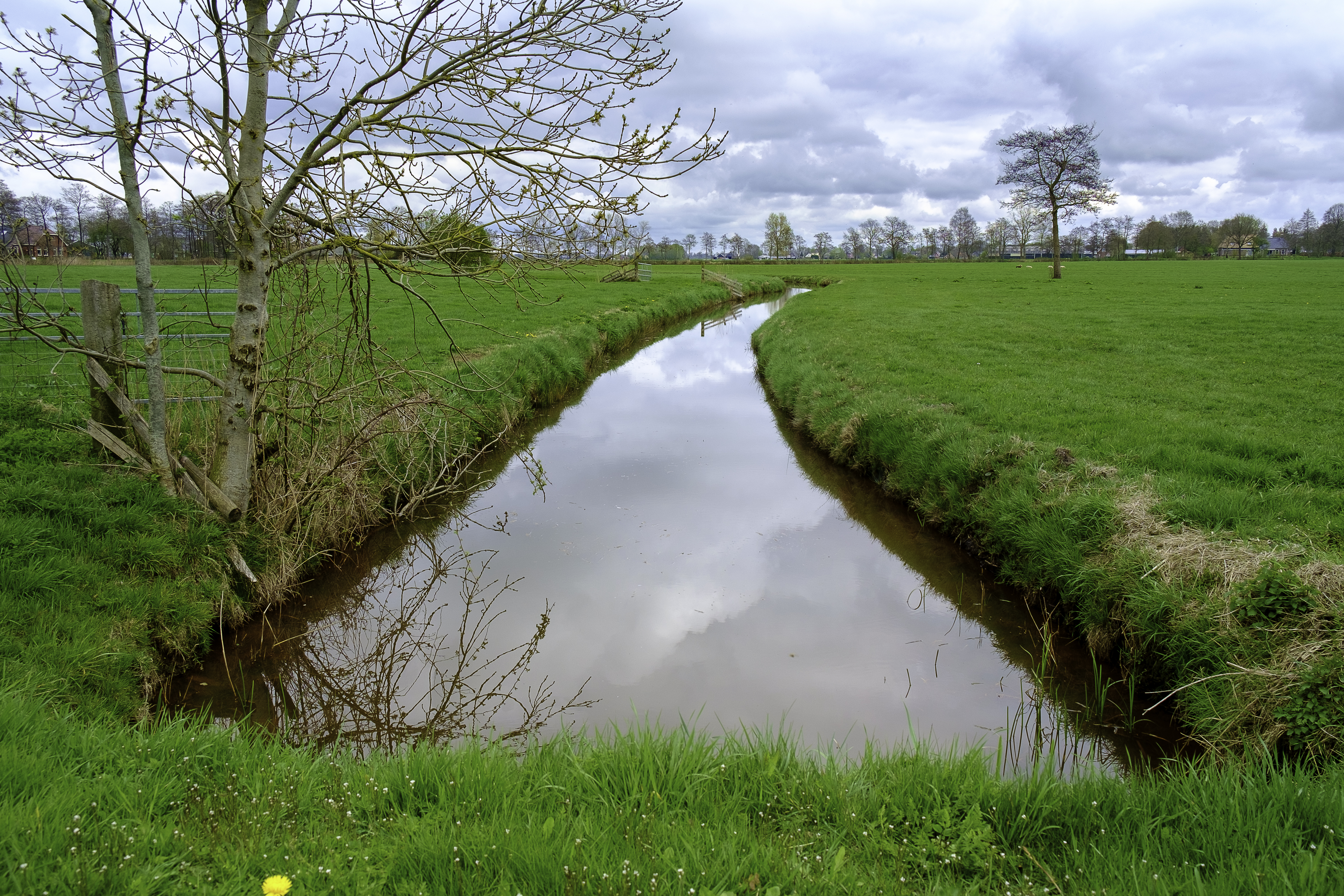
Het Kolonelsdiep op de plek van het vroegere Oldekerkermeer, gezien vanaf de Kroonsfelderweg naar het oosten.

Het Oldekerkermeer, vroeger ook wel Wijkstermeer of Roekessemameer genoemd, was een meer ten noorden van het dorp Oldekerk in de Nederlandse provincie Groningen.
Het lag direct ten zuiden van het gehucht Kroonsfeld (Het Zand), ten oosten van de huidige Kroonsfelderweg en direct ten zuiden van de later aangelegde Zandumerweg, die hier een haakse bocht naar het zuiden maakt. De grootte van het meer varieerde met de seizoenen en kon in het natte seizoen groeien tot ongeveer 10 hectare. Het meer vormde lange tijd onderdeel van een van de grootste (en meest onrendabele) kloosterboerderijen van het klooster Kuzemer. In de jaren 1570 werd het Kolonelsdiep aangelegd door het meer.
Nadat in 1869 het waterschap Hoop en Verwachting werd opgericht, werd in 1879 werd het gelijknamige stoomgemaal in gebruik genomen, waarmee het meer werd drooggemalen. Het Kolonelsdiep werd behouden en stroomt nog steeds via haar oude loop. Het meer werd vervolgens in gebruik genomen als weiland, maar blauwgrassen bleven nog lang aanwezig. Door het voormalige meer werd later een dijk aangelegd van Niekerk naar Oosterzand, waarover de Zandumerweg werd aangelegd.